# Henri-Nicolas Van Gorp
Pour les articles homonymes, voir Gorp.
Henri-Nicolas Van Gorp ou Vangorp, né vers 1758 à Paris, mort le 17 août 1820 à Beaumont-sur-Oise (Val-d'Oise), est un peintre et aquarelliste français, spécialisé dans les scènes de genre.

## Biographie
Reçu en tant qu'élève à l'Académie royale en juin 1773, protégé par Étienne Jeaurat, il y demeure une douzaine d'années comme pensionnaire, et devient l'élève ou le condisciple de Louis-Léopold Boilly. Une confusion entre les deux œuvres existent, Van Gorp ayant même été qualifié de « pasticheur de Boilly » par Paul Marmottan.
On lui doit une estampe représentant une réunion du Club des jacobins, sous la présidence d'Alexandre de Lameth dans la bibliothèque du Couvent des Jacobins (Musée Carnavalet, voir l'estampe).
Il expose au Salon de Paris à partir de 1796 et jusqu'en 1819. Au moment du Directoire, il habite rue du Coq-Honoré. Il déménage ensuite non loin et pour quelques années, au moins jusqu'en 1802, rue Saint-Honoré, no 203 (Section des Gardes-Françaises), soit entre les rues de l'Arbre-Sec et du Roule .
C'est tout particulièrement comme portraitiste qu'il est apprécié. Ses scènes de genre ont été souvent reprises en gravure.
Il devient au cours de sa carrière fabricant de gouache.
Vers la fin de sa vie, il possède une résidence à Beaumont-sur-Oise.

## Œuvre
- Cambacérès, Bonaparte, Lebrun, huile sur toile, traduite en gravure par Pierre-Michel Alix (1803)[8].